# Kaidan-in
Kaidan-in (戒壇院) est un temple bouddhiste rinzai situé dans la ville de Dazaifu, préfecture de Fukuoka, au Japon, fondé par Ganjin en 761. Avec le Tōdai-ji à Nara et le Yakushi-ji dans la préfecture de Tochigi, c'est l'un des trois sites officiels d'ordination du Japon durant l'époque de Nara.  

## Estrade d'ordination
Le mot kaidan (戒壇), que l'on traduit par « estrade d'ordination » signifie littéralement « estrade (dan) des préceptes (kai) ». Cet endroit est réservé à l'ordination des moines (qui est différente de celle des laïcs).
C'est dans le pavillon d'ordination de ce temple que Dōgen, le fondateur de l'école zen Sōtō reçut les dix préceptes du moine, en 1213, à l'âge de treize ans.

## Histoire
Bien que le Kaidan-in ait éét construit en 761, le bâtiment principal date du XVIIe siècle. À l'origine partie du temple Kanzeon-ji, il a fini par être administré séparément.

## Trésors
La statue de Rushana Buddha assis datant de la fin de l'époque de Heian se trouve dans la salle de dévotions[Quoi ?] du Kaidan-in. Rushana (ou Dainishi Nyorai) est le nom japonais de Vairocana. Ce bouddha a été introduit au Japon au cours de l'époque de Nara. Le temple est classé bien culturel important.

## Notes et références

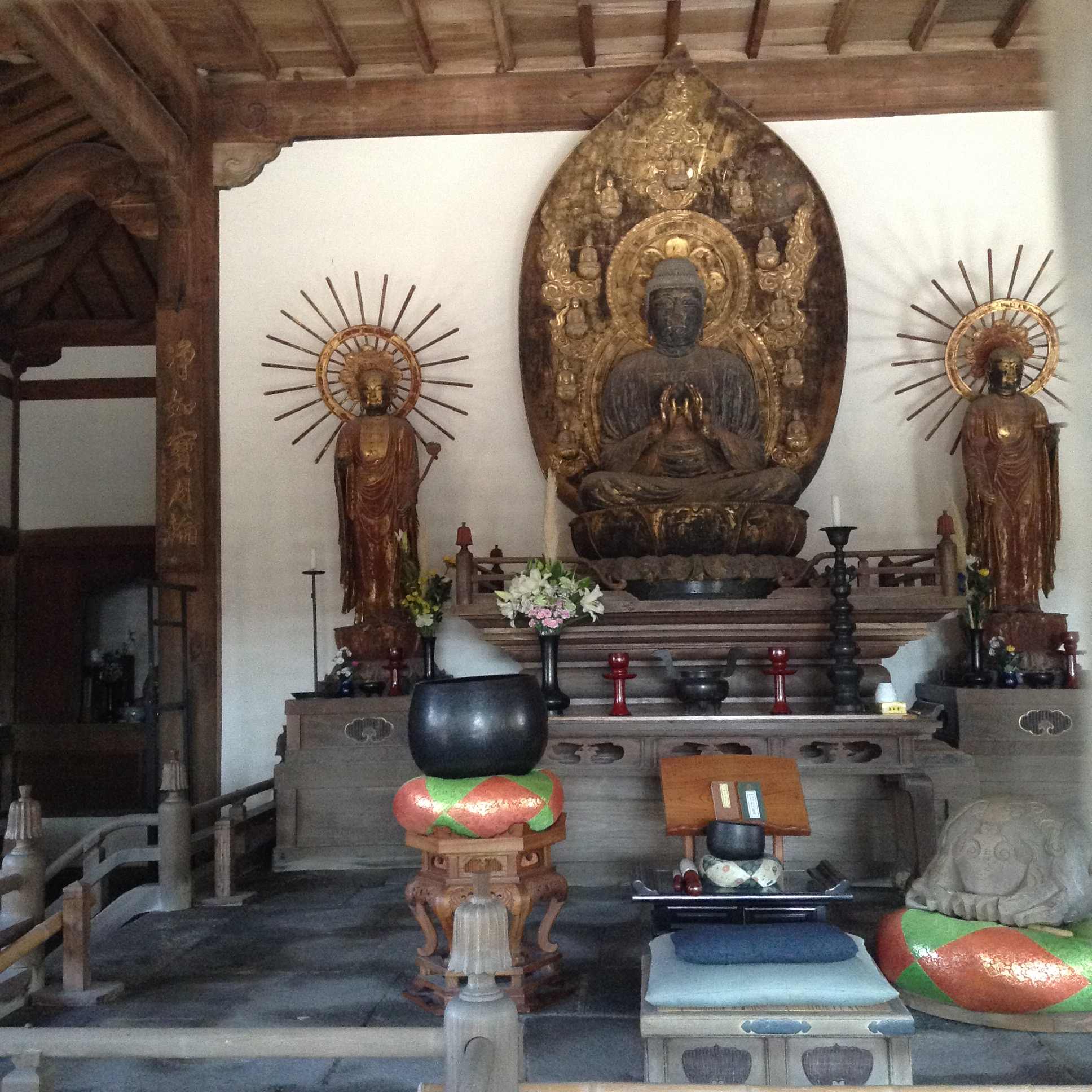
Statue du bouddha Birushana (Vairocana) dans le Kaidan-in. Fin de l'époque Heian.